# Kópháza
Kópháza is een plaats (község) en gemeente in het Hongaarse comitaat Győr-Moson-Sopron. Kópháza telt 2081 inwoners (2015).

## Afbeeldingen

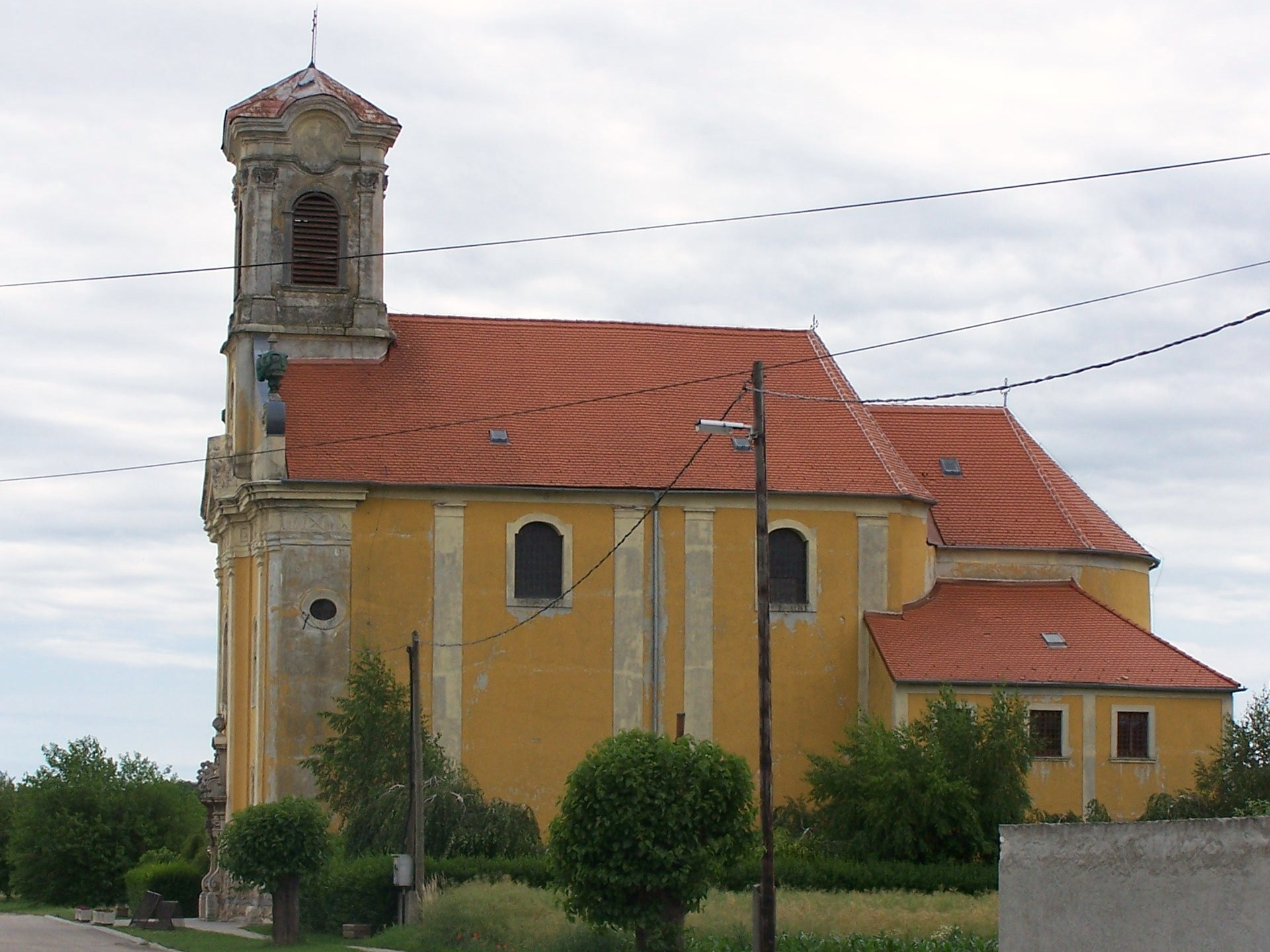
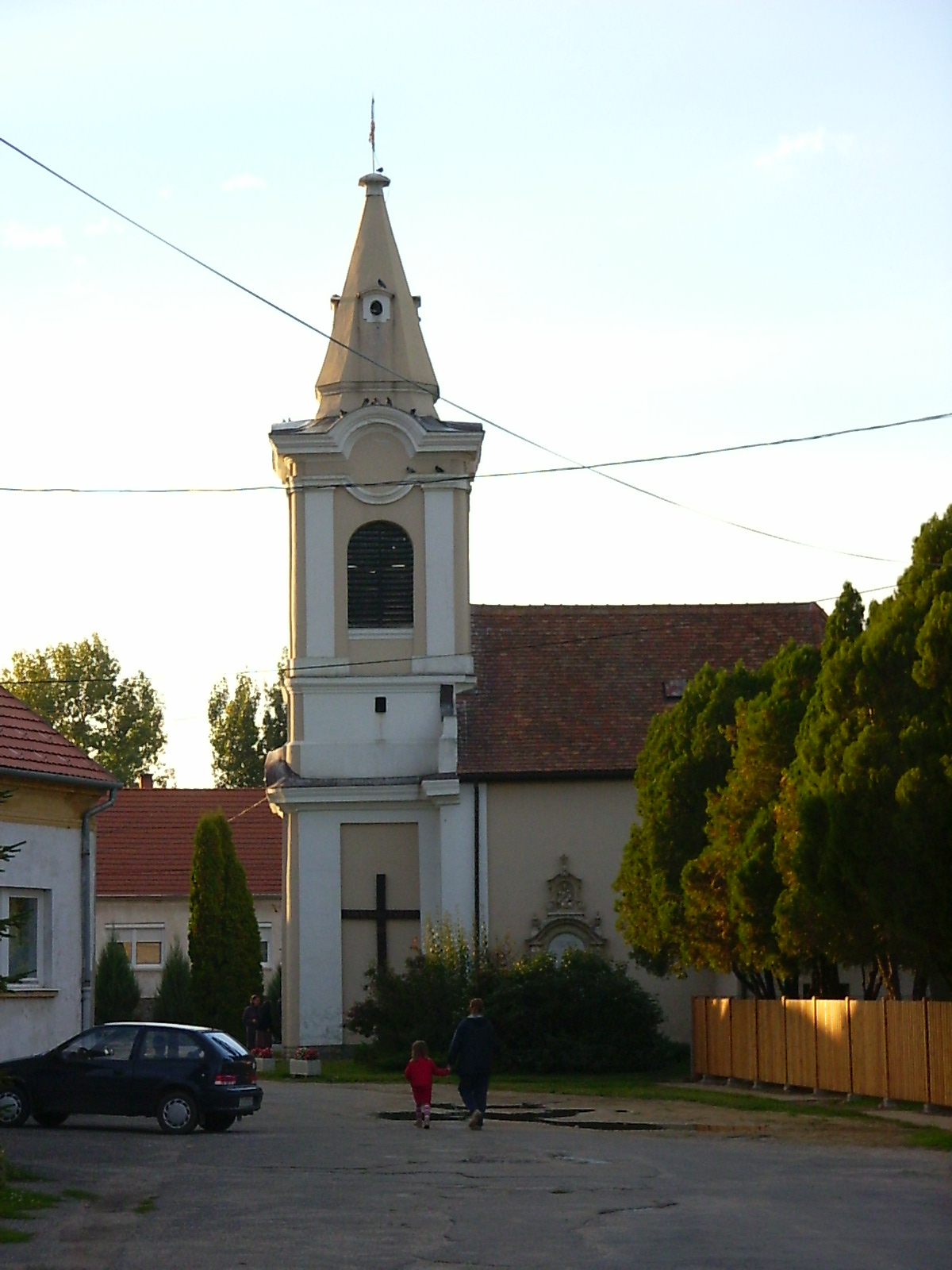
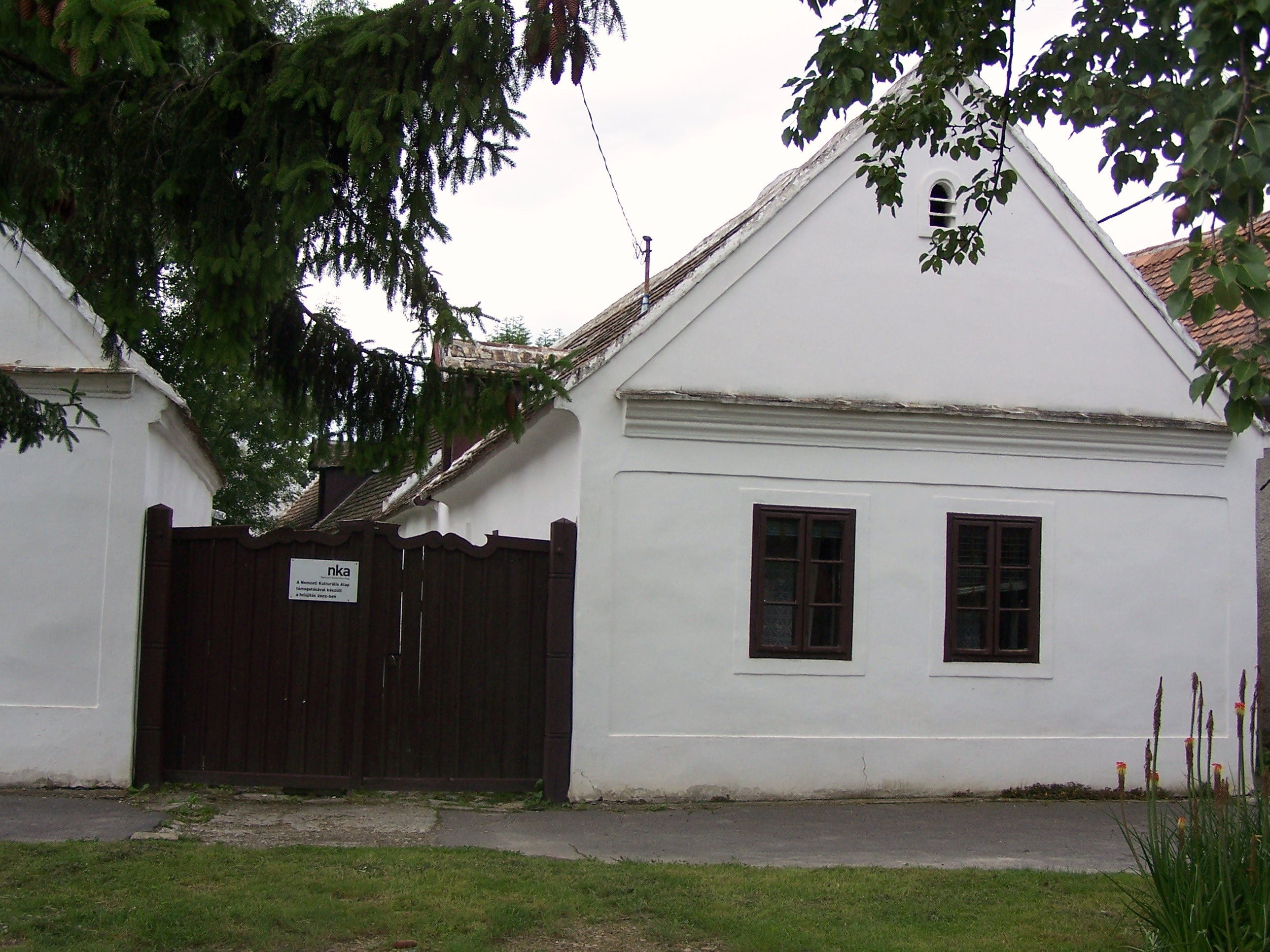